# Manuel Francisco Jiménez Ortiz
Manuel Francisco Jiménez Ortiz (Cartago, 1892 - San José, 1952) fue un abogado y político costarricense.
Se graduó de licenciado en Leyes en la Escuela de Derecho de Costa Rica.
Fue delegado de Costa Rica a la Conferencia de Paz Centroamericana de San Salvador (1907) y vicepresidente de la Municipalidad de San José.
De 1917 a 1918 fue secretario de Hacienda y Comercio, durante el controversial régimen de Federico Tinoco Granados. Estando en este puesto detuvo los intentos de Alfredo González Flores de imponer impuestos que afectaran a la clase dominante. De 1936 a 1937 fue secretario de Relaciones Exteriores y carteras anexas. En 1942 fue nombrado ministro plenipotenciario de Costa Rica en Brasil. Se desempeñó como delegado de Costa Rica a la Conferencia de Paz Centroamericana de San Salvador, realizada en 1907.
Ingresó a la Academia Costarricense de la Lengua en 1947 (silla E). Publicó las obras La monarquía universal y Las Naciones Unidas.
Fue el primer propietario de la Casa Jiménez de la Guardia.
Empresario cafetero, fue el fundador y primer director del Instituto de la Defensa del Café, hoy llamado Instituto del Café de Costa Rica.